# غونزالو بيتيني
غونزالو بيتيني (بالإسبانية: Gonzalo Bettini)‏ (7 سبتمبر 1991 ببوينس آيرس في الأرجنتين - ) هو لاعب كرة قدم أرجنتيني في مركز الدفاع. لعب مع بانفيلد.

## وصلات خارجية
- غونزالو بيتيني على موقع قاعدة بيانات كرة القدم.إي يو (الإنجليزية)
- غونزالو بيتيني على موقع Soccerway.com (الإنجليزية)